# Синетины
Синетины (лат. Synetinae) — подсемейство жуков из семейства листоедов, включающий два рода: Syneta Dejean, 1835 и Thricolema.

## Описание
На надкрыльях имеются правильные ряды точек и тонкие волоски. Переднеспинка по бокам с зубчиками. Личинки развиваются в почве на корнях.

## Систематика
Это подсемейство может также рассматриваться как триба (Synetini) в подсемействе эумольпин (Eumolpinae). Включает 11 видов в двух родах.